# Temporada da NHL de 1933–34
A temporada da NHL de 1933–34 foi a 17.ª  temporada da National Hockey League (NHL). Nove times jogaram 48 partidas cada. O Chicago Black Hawks foi o campeão da Stanley Cup ao bater o Detroit Red Wings por 3-1.

## Jogo das Estrelas em Benefício de Ace Bailey

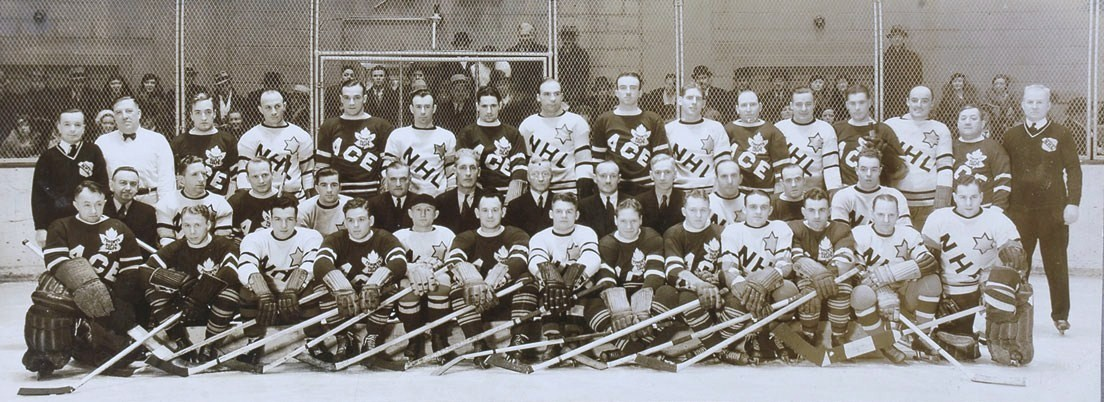
Participantes do Jogo em Benefício de Ace Bailey

Em 14 de fevereiro de 1934, o primeiro Jogo das Estrelas da NHL, embora um não-oficial, foi realizado em benefício do atacante do Toronto Maple Leafs Ace Bailey, que sofreu uma lesão que acabou com sua carreira. Em 12 de dezembro de 1933, próximo ao fim do segundo período do jogo entre os Leafs e o Boston Bruins no Boston Garden, Bailey sofreu uma rasteira por trás do defensor dos Bruins Eddie Shore, em retaliação por uma ação que o defensor de Toronto King Clancy havia feito com Shore. Bailey não era o alvo pretendido do troco; Shore queria atingir Clancy em vez dele. Bailey foi seriamente lesionado, inconsciente e sangrando. O jogador dos Leafs Red Horner ficou ofendido com o golpe, e subsequentemente atingiu Shore com um murro. Shore foi perdoado após a partida quando ambos os jogadores voltaram à sua consciência normal, com Bailey dizendo que era "tudo parte do jogo." Todavia, Bailey iria desmaiar a passar a ter crises convulsivas.
Não se esperava que Bailey vivesse após uma única noite no hospital, por sofrer de hemorragia severa. Ficou bem claro que Shore seria responsabilizado por homicídio culposo se Bailey morresse. Felizmente, ele se recuperou gradualmente, mas sua carreira no hóquei estava encerrada. Por suas açãos, Shore recebeu uma punição de 16 jogos, um terço do calendário da época, enquanto Horner foi suspenso pelo resto de 1933.
O jogo em si foi proposto por Walter Gilhooley, editor de esportes do Journal em Montreal. Essa proposta se tornaria uma realidade em 24 de janeiro de 1934, em um encontro do Quadro de Governantes da NHL de 1934.
O primeiro Jogo das Estrelas da NHL foi realizado no Maple Leaf Gardens rm Toronto, durante o qual o uniforme número 6 de Bailey foi aposentado pelos Leafs. Foi o primeiro número a ser aposentado da NHL. O jogo viu os Leafs batalharem contra o Time das Estrelas composto por jogadores dos outros oito times, com vitória dos Leafs por 7-3. Um dos momentos mais memoráveis antes do jogo foi quando Bailey presenteou Shore com seu agasalho do Jogo das Estrelas, mostrando ao público que Bailey havia claramente o perdoado por suas ações. Bailey ainda deu um troféu ao presidente da NHL Frank Calder antes do jogo na esperança de que ele seria entregue ao vencedor do Jogo das Estrelas Anual em benefício de jogadores lesionados.
| Toronto Maple Leafs (7) | Estrelas (3) |
| --- | --- |
| - George Hainsworth, gol, - Red Horner, defesa, - Alex Levinsky, defesa, - Hap Day, defesa, - Andy Blair, centro, - King Clancy, defesa, - Baldy Cotton, asa esquerda, - Charlie Conacher, asa direita, - Joe Primeau, centro, - Harvey Jackson, asa esquerda, - Hec Kilrea, asa esquerda, - Bill Thoms, centro, - Ken Doraty, asa direita, - Charlie Sands, asa direita, - Buzz Boll, asa esquerda | - Charlie Gardiner, gol, (Chicago) - Eddie Shore, defesa, (Boston) - Frank Finnigan, asa direita, (Ottawa) - Aurel Joliat, asa esquerda (Canadiens) - Herbie Lewis, asa esquerda, (Detroit) - Ching Johnson, defesa, (Rangers) - Lionel Conacher, defesa, (Chicago) - Nels Stewart, centro, (Boston) - Hooley Smith, centro, (Maroons) - Normie Himes, centro, (Americans) - Red Dutton, defesa, (Americans) - Larry Aurie, asa direita, (Detroit) - Bill Cook, asa direita, (Rangers) - Howie Morenz, centro, (Canadiens) - Al Shields, defesa, (Ottawa) - Jimmy Ward, asa direita, (Maroons) |

Fonte: Podnieks, Andrew (2000). The NHL All-Star Game: 50 years of the great tradition. Toronto: HarperCollins. pp. 5–10. ISBN 000200058X

## Temporada  Regular
O Ottawa Senators, já tendo problemas suficientes, ainda teve que lidar com a perda de Cooney Weiland. Ele foi vendido para o Detroit, fortalecendo os Red Wings. Os Senators continuaram a perder, mas ganharam alguns jogos quando assinaram com o amador chamado Max Kaminsky para  o centro dos irmãos Desse e Earl Roche. Um defensor, Ralph "Scotty" Bowman, deu à torcida de Ottawa um pouco pelo qual torcer. Mas um manuscrito estava na parede, e na última partida da NHL a ser jogada em Ottawa por muitos anos, os Senators deixaram o New York Americans usar o goleiro Alex Connell quando Roy Worters se machucaram. Ele ajudou os Americans a baterem seu clube.
Um negócio importante foi a troca de goleiros em que Lorne Chabot foi trocado ao Montreal Canadiens por George Hainsworth. Os Canadiens também emprestaram Wilf Cude ao Detroit e ele liderou os Red Wings à primeira posição Chabot também não foi mal, liderando a Divisão Canadense entre os goleiros, ajudando os Canadiens a ficarem na segunda posição. Aurel Joliat dos Canadiens ganhou o Troféu Memorial Hart.

### Classificação Final
Nota: V = Vitórias, D = Derrotas, E = Empates, Pts = Pontos, GP= Gols Pró, GC = Gols Contra, PEM = Penalizações em minutos

Nota: Times que se classificaram aos play-offs estão em negrito.
| Divisão Canadense   | PJ | V  | D  | E  | Pts | GP  | GC  | PEM |
| ------------------- | -- | -- | -- | -- | --- | --- | --- | --- |
| Toronto Maple Leafs | 48 | 26 | 13 | 9  | 61  | 174 | 119 | 529 |
| Montreal Canadiens  | 48 | 22 | 20 | 6  | 50  | 99  | 101 | 308 |
| Montreal Maroons    | 48 | 19 | 18 | 11 | 49  | 117 | 122 | 414 |
| New York Americans  | 48 | 15 | 23 | 10 | 40  | 104 | 132 | 365 |
| Ottawa Senators     | 48 | 13 | 29 | 6  | 32  | 115 | 143 | 344 |

| Divisão Americana   | PJ | V  | D  | E  | Pts | GP  | GC  | PEM |
| ------------------- | -- | -- | -- | -- | --- | --- | --- | --- |
| Detroit Red Wings   | 48 | 24 | 14 | 10 | 58  | 113 | 98  | 368 |
| Chicago Black Hawks | 48 | 20 | 17 | 11 | 51  | 88  | 83  | 337 |
| New York Rangers    | 48 | 21 | 19 | 8  | 50  | 120 | 113 | 401 |
| Boston Bruins       | 48 | 18 | 25 | 5  | 41  | 111 | 130 | 385 |

### Artilheiros
PJ = Partidas Jogadas, G = Gols, A = Assistências, Pts = Pontos, PEM = Penalizações em Minutos
| Jogador          | Time                | PJ | G  | A  | Pts | PEM |
| ---------------- | ------------------- | -- | -- | -- | --- | --- |
| Charlie Conacher | Toronto Maple Leafs | 42 | 32 | 20 | 52  | 38  |
| Joe Primeau      | Toronto Maple Leafs | 45 | 14 | 32 | 46  | 8   |
| Frank Boucher    | New York Rangers    | 48 | 14 | 30 | 44  | 4   |
| Marty Barry      | Boston Bruins       | 48 | 27 | 12 | 39  | 12  |
| Nels Stewart     | Boston Bruins       | 48 | 22 | 17 | 39  | 68  |
| Cecil Dillon     | New York Rangers    | 48 | 13 | 26 | 39  | 10  |
| Busher Jackson   | Toronto Maple Leafs | 38 | 20 | 18 | 38  | 38  |
| Aurel Joliat     | Montreal Canadiens  | 48 | 22 | 15 | 37  | 27  |
| Hooley Smith     | Montreal Maroons    | 47 | 18 | 19 | 37  | 58  |
| Paul Thompson    | Chicago Black Hawks | 48 | 20 | 16 | 36  | 17  |

## NHL All-Star Game
O Toronto Maple Leafs bateu o Time das Estrelas da NHL por 7-3 no Jogo em Benefício de Ace Bailey.

## Playoffs

### Finais
O Chicago Black Hawks bateu o Detroit Red Wings por 3-1 com o quarto jogo indo para a segunda prorrogação. Após o tempo regular, o goleiro que era estrela dos Black Hawks e duas vezes vencedor do Troféu Vezina, Charlie Gardiner, deixou o jogo porque não se sentia bem. Ele morreu dois meses depois de hemorragia cerebral.

## Prêmios da NHL
| Troféu Memorial Calder:    | Russ Blinco, Montreal Maroons         |
| Troféu Memorial Hart:      | Aurel Joliat, Montreal Canadiens      |
| Troféu Memorial Lady Byng: | Frank Boucher, New York Rangers       |
| Copa O'Brien:              | Toronto Maple Leafs                   |
| Troféu Príncipe de Gales:  | Detroit Red Wings                     |
| Troféu Príncipe de Gales:  | Charlie Gardiner, Chicago Black Hawks |

### Times das Estrelas
| Primeiro Time                         | Position | Segundo Time                     |
| ------------------------------------- | -------- | -------------------------------- |
| Charlie Gardiner, Chicago Black Hawks | G        | Roy Worters, New York Americans  |
| King Clancy, Toronto Maple Leafs      | D        | Eddie Shore, Boston Bruins       |
| Lionel Conacher, Chicago Black Hawks  | D        | Ching Johnson, New York Rangers  |
| Frank Boucher, New York Rangers       | C        | Joe Primeau, Toronto Maple Leafs |
| Charlie Conacher, Toronto Maple Leafs | RW       | Bill Cook, New York Rangers      |
| Busher Jackson, Toronto Maple Leafs   | LW       | Aurel Joliat, Montreal Canadiens |
| Lester Patrick, New York Rangers      | Coach    | Dick Irvin, Toronto Maple Leafs  |

## Estreias
O seguinte é uma lista de jogadores importantes que jogaram seu primeiro jogo na NHL em 1933–34 (listados com seu primeiro time, asterisco(*) marca estreia nos play-offs):
- Russ Blinco, Montreal Maroons
- Herb Cain, Montreal Maroons
- Lorne Carr, New York Rangers
- Flash Hollett, Toronto Maple Leafs

## Últimos Jogos
O seguinte é uma lista de jogadores importantes que jogaram seu último jogo na NHL em 1933-34  (listados com seu último time):
- Lionel Hitchman, Boston Bruins
- Percy Galbraith, Boston Bruins
- Charles Gardiner, Chicago Black Hawks
- Clarence Abel, Chicago Black Hawks
- George Hay, Detroit Red Wings
- Ace Bailey, Toronto Maple Leafs